# 広小路停留場
広小路停留場（ひろこうじていりゅうじょう）は、富山県高岡市あわら町・本丸町にある万葉線の停留場。
高岡駅方面側にポイントがあり、ここから高岡駅方面は単線区間、越ノ潟方面は複線となる。

## 歴史
- 1948年（昭和23年）4月10日：富山地方鉄道の地鉄高岡（現・高岡駅） - 伏木港間の開業により湶町停留場（あわらまちていりゅうじょう）として開設。
- 1958年（昭和33年）5月7日：広小路停留場に改称。
- 1959年（昭和34年）4月1日：事業譲渡により、加越能鉄道の駅となる。
- 2002年（平成14年）4月1日：事業譲渡により、万葉線の駅となる。

## 停留場構造
千鳥式ホーム2面2線の地上駅。交差点を挟んで南側に高岡駅方面、北側に越ノ潟方面ののりばがある。

## 停留場周辺
- 高岡警察署
- 高岡商工会議所
- 高岡広小路郵便局
- 高岡古城公園
- 富山県立高岡工芸高等学校
- アパホテル〈高岡丸の内〉
- 富山第一銀行高岡広小路支店
- 北國銀行 高岡支店
- JR西日本氷見線越中中川駅 - 東に約800 m

## 隣の停留場
万葉線
■万葉線（高岡軌道線）
急患医療センター前停留場 - 広小路停留場 - 志貴野中学校前停留場